# Robinson Crusoe (film 1972)
Robinson Crusoe è un mediometraggio d'animazione televisivo del 1972 diretto da Leif Gram. Basato sull'omonimo romanzo del 1719 di Daniel Defoe, il film fu prodotto dallo studio d'animazione australiano Air Programs International per il ciclo Famous Classic Tales della CBS, dove fu trasmesso il 23 novembre 1972.

## Trama
Robinson Crusoe, nato nel 1632 a York, ha sempre desiderato navigare. Contro il volere del padre, che vuole che intraprenda una carriera forense, appena maggiorenne si imbarca in una nave diretta in Guinea. Tuttavia la nave viene sorpresa da una tempesta e naufraga vicino a un'isola al largo della costa venezuelana. Al naufragio sopravvivono solo lui e gli animali del capitano (un cane, un gatto e un pappagallo). Superando la disperazione, recupera armi, strumenti e altri rifornimenti dalla nave prima che scompaia negli abissi e costruisce un rifugio recintato scavandolo vicino a una grotta. Facendo dei segni su una croce di legno, crea un calendario. Usando strumenti recuperati dalla nave, e alcuni fabbricati da lui stesso, si mette a coltivare l'orzo e ad allevare le capre.
Anni dopo, Crusoe scopre che dei cannibali visitano occasionalmente l'isola per uccidere e mangiare i prigionieri. Quando un prigioniero scappa, Crusoe lo aiuta spaventando i suoi inseguitori. Crusoe battezza il suo nuovo compagno "Venerdì" dal giorno della settimana in cui è apparso, quindi gli insegna l'inglese e lo istruisce sulla civiltà. Un giorno vicino all'isola naufraga un galeone spagnolo; Crusoe e Venerdì recuperano dalla nave provviste e vestiti e li portano verso l'isola su una canoa, ma essa si ribalta dopo che quando Robinson rimane con un piede incastrato. Tempo dopo appare una nave inglese; essa è stata però requisita da un gruppo di ammutinati che intendono abbandonare il loro capitano sull'isola. Crusoe e il capitano della nave stringono un accordo in cui Crusoe aiuta il capitano e i marinai ancora fedeli a riconquistare la nave. Gli ammutinati accettano l'offerta di Crusoe di essere abbandonati sull'isola piuttosto che essere riportati in Inghilterra come prigionieri per essere impiccati. Il 19 dicembre 1686 Robinson riparte dall'isola dopo avervi trascorso 28 anni.

## Cast vocale
Il cast vocale originale è composto da:
- Alistair Duncan
- Ron Haddrick
- Mark Kelly
- John Llewellyn
- Owen Weingott[1]

## Distribuzione

### Edizione italiana
L'edizione italiana del film fu trasmessa a partire dal 1980 su alcune televisioni locali. Il doppiaggio italiano fu eseguito presso la SEDIF con la collaborazione dei doppiatori della CVD.

### Edizioni home video
Il film fu pubblicato in VHS in America del Nord nel 1986 dalla MGM/UA Home Video e in Italia nel 1989 dalla DB Media e nel 1990 dalla Fabbri Editori nella collana per l'edicola Avventure senza tempo (dove era abbinato a un albo illustrato tratto da esso). Successivamente è stato pubblicato in DVD-Video in America del Nord nel 2003 dalla Delta Entertainment e in Italia l'anno successivo dalla Finson (con la sola traccia audio in italiano).